# Жданов, Виктор Фёдорович
Ви́ктор Фёдорович Жда́нов (1923, Ефремовский уезд, Тульская губерния, РСФСР, СССР — 7 июня 1980, Ефремов, Тульская область) — советский слесарь, Герой Социалистического Труда.

## Биография
Родился в 1923 году. Участник Великой Отечественной войны.После войны работал слесарем в цехе ДК-4 Ефремовского завода синтетического каучука имени академика Лебедева, Тульская область.
Внёс большой вклад в освоение производства новых видов каучука.

## Награды
- Герой Социалистического Труда — указ Президиума Верховного Совета СССР от 20 апреля 1971 года
- Орден Ленина
- Орден Трудового Красного Знамени
- Медаль «За отвагу»
- Отличник нефтеперерабатывающей и нефтехимической промышленности.